# Lucas Bourhis
Lucas Bourhis, né le 9 février 2000 à Tours, est un joueur français de basket-ball. Il mesure 1,78 m et évolue au poste de meneur.

## Biographie

### Gravelines-Dunkerque (2017-2019)
Entre 2017 et 2019, il joue pour l'équipe espoirs du Gravelines-Dunkerque tout en s'entraînant avec l'équipe professionnelle.

### ADA Blois (2019-2020)
Le 25 juin 2019, après avoir signé un contrat de trois ans avec le BCM Gravelines-Dunkerque, il est prêté à l'ADA Blois en Pro B.

### Retour à Gravelines-Dunkerque (2020-2021)
Le 3 mai 2020, il réintègre l'effectif professionnel de Gravelines-Dunkerque pour la saison 2020-2021.

### Rouen Métropole Basket (depuis 2021)
Le 13 octobre 2021, après un match avec le BCM Gravelines-Dunkerque, il est prêté à Rouen en Pro B.

### En sélection
En 2018, il remporte la médaille de bronze lors du Championnat d'Europe U18 masculin.

## Clubs successifs
- 2017-2021 :  Gravelines-Dunkerque (Espoirs puis Jeep Élite)
  - 2019-2020 :  ADA Blois (Pro B)
- 2021-2022 :  Rouen Métropole Basket (Pro B)
- 2022-2023 :  Béliers de Kemper - UJAP 1984 (Pro B)
- depuis 2023 :  Lille Métropole Basket Club (Pro B)

## Palmarès

### En sélection nationale
- Champion d'Europe U18 en 2018.

### Distinctions individuelles
- Meilleur marqueur du championnat Espoirs 2018-2019

## Vie privée
Lucas est le frère de Jonathan qui pratiquait le basket-ball également.